# Pontenure

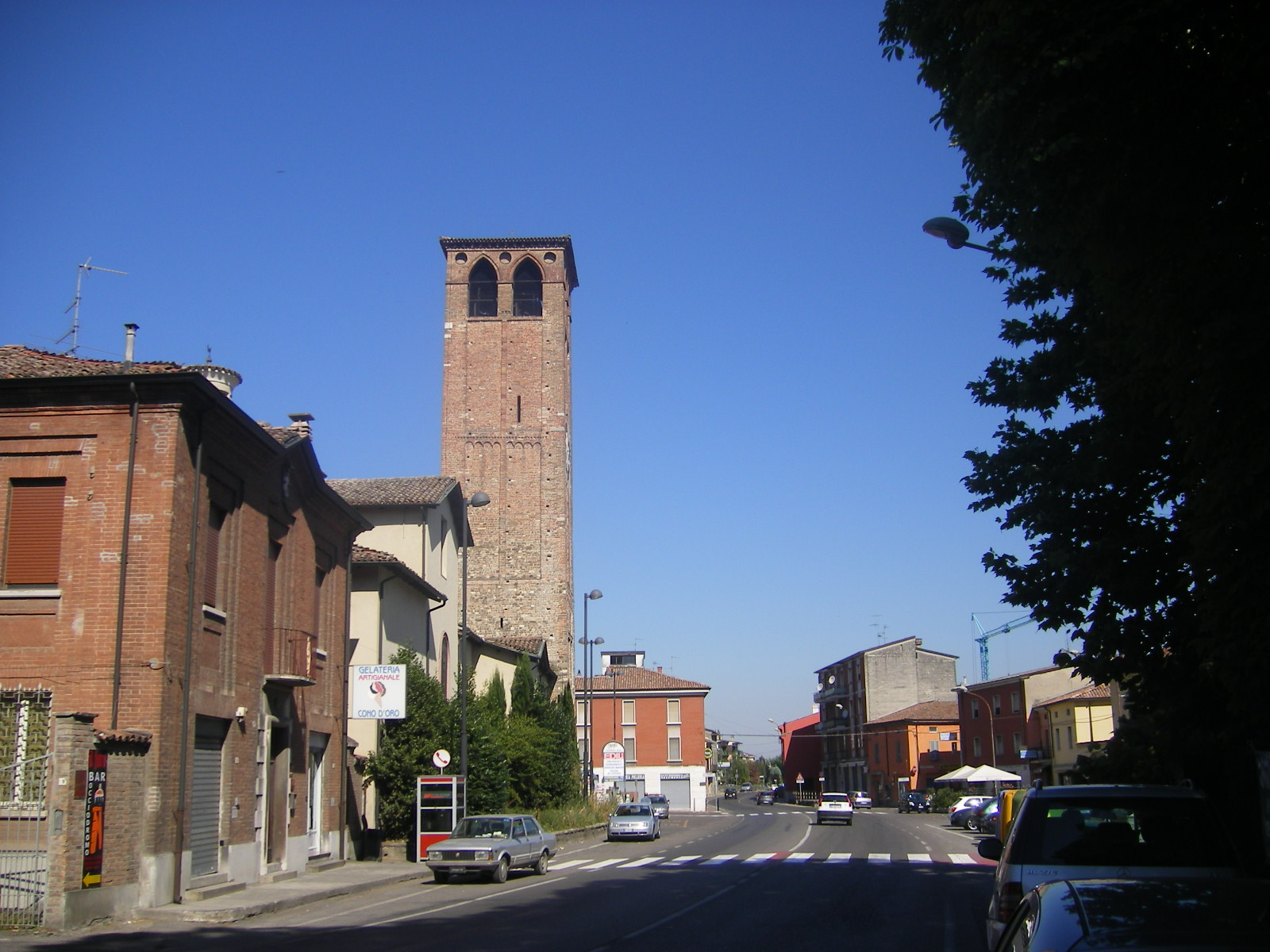
Pontenure – Ansicht der Innenstadt

Pontenure ist eine italienische Gemeinde (comune) mit 6628 Einwohnern (Stand 31. Dezember 2023) in der Provinz Piacenza in der Emilia-Romagna. Die Gemeinde liegt etwa 9 Kilometer südöstlich von Piacenza am Nure.

## Geschichte
Der Ort wird erstmals im 11. Jahrhundert in einer Urkunde der Abtei des heiligen Columbanus in Bobbio erwähnt.

## Verkehr
Pontenure wird von der Staatsstraße 9, der früheren Via Aemilia, durchquert. Parallel dazu führt nördlich die Autostrada A1 von Mailand und Piacenza kommend Richtung Bologna weiter nach Rom.

## Persönlichkeiten
- Ettore Gotti Tedeschi (* 1945), Bankmanager